# Andrej Hofer (televizijski voditelj)
Andrej Hofer, slovenski novinar, televizijski voditelj in urednik, * 7. november 1972, Slovenj Gradec. 

## Življenjepis
Rodil se je 7. novembra 1972 v Slovenj Gradcu. Obiskoval je Osnovno šolo Bratov Letonja v Šmartnem ob Paki, nato pa se je vpisal na Gimnazijo Celje - Center. Po maturi se je vpisal na Pedagoško fakulteto Univerze v Mariboru, kjer je študiral angleščino in nemščino s književnostjo.
V svoji televizijski karireri je (bil) voditelj ali ustvarjalec več slovenskih oddaj: Dobro jutro, Dobra ura, Slovenski pozdrav ipd. Od leta 2008 je komentator izbora za Pesem Evrovizije. Sodeloval je tudi pri festivalih Slovenska polka in valček ter Slovenska narečna popevka.
V radijski karieri je bil najprej zaposlen na Radiu Velenje, nato na Radiu Maribor, občasno sodeluje z Radiom Slovenija, kjer na Prvem vodi nočni program.

## Nagrade
- 2007: priznanje Ane Mlakar za mladega in obetavnega napovedovalca (del podelitve kristalnega mikrofona)
- 1985: 1. nagrada strokovne komisije za izvedbo skladbe Jaz sem lev na Festivalu otroške popevke Zlati srček[1]